# 太岳行署赵寨旧址
太岳行署赵寨旧址，位于山西省长治市沁源县沁河镇赵寨村，是一处山西省文物保护单位。
2016年6月6日，太岳行署赵寨旧址公布为第五批山西省文物保护单位，年代为民国二十八年（1939），近现代类，编号5-158。